# 田中大地
田中大地（たなか だいち、1987年8月28日 - ）はmen's eggの男性ファッションモデル、デザイナー。NO CROSSINGデザイナー。おとめ座。
men'seggを辞め、わびーさびーという芸名で活動中。事務所は吉本クリエイティブ。

## 人物・来歴
ファッション雑誌「men's egg」にてモデルとして活動する一方、アパレルのデザインなども手がける。趣味は音楽鑑賞。好きなブランドは「ヒステリックグラマー」。赤やピンクなどの色を好む。愛用の香水は「ライトブルー」または「アリュームオム」。愛用の美容室はISM。

## デザイナーとしての活動

### NO CROSSING（ノークロッシング）
田中がデザインを手がけるアパレルブランド。コンセプトは「Art Rock Work」。

## 出演

### 雑誌
- Men's egg （大洋図書） 専属

### 写真集
- 「妄想男子 佐藤歩×田中大地 写真集」アスペクト刊(2010年9月24日発売) ISBN 978-4-7572-1839-0

## 関連人物
- 梅田直樹
- 植竹拓
- 佐藤歩
- 澤本幸秀
- 吉田克己